# Burgs de Pamplona
Els Burgs de Pamplona eren les parts en les que estava dividida antigament la ciutat de Pamplona. En l'alta edat mitjana Pamplona no era una ciutat homogènia, sinó que cohabitaven en ella francs i naturals, però amb gairebé cap barreja entre ells i, de fet, vivint en tres poblacions diferenciades i enfrontades sovint, situació a la qual es va posar fi en 1423.

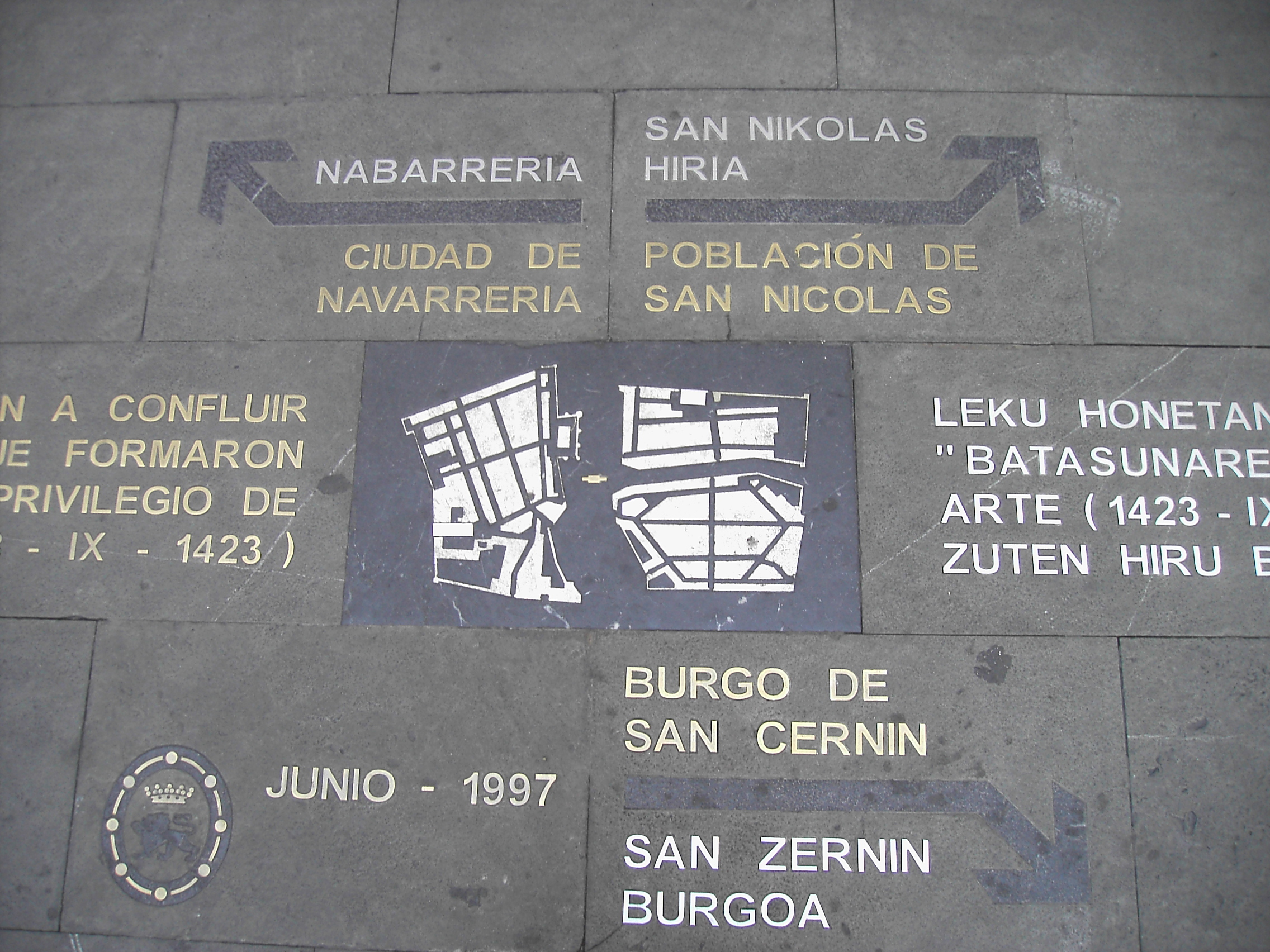
Imatge existent en el sòl de la plaça consistorial, amb plànols dels burgs.

## La Ciutat de la Navarreria
Al començament del segon mil·lenni de l'era cristiana Pamplona es trobava en un procés de despoblació, però Sanç III "el gran" li ofereix la seva protecció, recuperant-se a les zones properes a la Catedral, en el que serà la ciutat i que és conegut com a burg de la Navarreria. També es va crear un petit apèndix, anomenat burg de San Miguel, del que amb prou feines hi ha documentació.
Sembla probable que al llarg de tot el primer mil·lenni es conservés l'estructura urbana heretada de l'antiga ciutat romana. Es creu que Pompaelo va ser més gran que el que hauria de ser el burg de la Navarreria, però les invasions musulmanes haurien replegat a la població cap al pujol que corona la Catedral. La reconstrucció escomesa a partir de 1324 permet la creació de nous carrers, respectant en part l'antiga distribució. El barri jueu es trobava en l'angle sud-est d'aquest burg (actual Palau Arquebisbal, Plaça de Santa María La Real i carrers de la Mercè i Tejería) i es va fundar sota el regnat de Sanç VI el Savi l'any 1154.

## El burg de San Cernin
És un barri que va sorgir fora de la demarcació de la Navarreria, inicialment sota els auspicis del bisbe Pedro de Rada (1083-1115). Per a l'any 1129 es reconeix legalment la seva existència, quan Alfons el Bataller li dona el mateix fur que el que ja té Jaca, quedant sota jurisdicció real. És un burg poblat per francs, el burg de San Cernin, situat en una plana elevada a l'altre costat de la foia situada en la part posterior de l'actual edifici de l'Ajuntament. El seu esquema urbà, en format hexagonal i simètric, creuat per dos carrers perpendiculars, fa pensar en un plantejament urbanístic global. Es va ampliar posteriorment extramurs, amb la Pobla Nova del mercat (actual parc de la Taconera) i amb el convent de Franciscans i de la Mercè (actual Bosquecillo).

## La Població de San Nicolás
La població de San Nicolás es va construir contigua al burg de San Cernin, la qual cosa va ocasionar nombrosos conflictes. De planta rectangular (denominada planta tipus bastida, similar al de Sangüesa i Puente la Reina), té l'església de San Nicolás com a baluard defensiu, no només enfront d'una possible agressió exterior des de les planes, sinó també respecte al burg de San Cernin. Els seus habitants són també francs, però hi ha una proporció més alta d'oriünds del món rural que a San Cernin.

## Relacions entre els burgs
Les tres agrupacions urbanes estaven sota el mandat del bisbe, sent les seves relacions bastant complexes, plenes de rivalitats, la qual cosa va ocasionar múltiples conflictes. Les causes fonamentals d'aquests conflictes van ser dos: d'una part, la terra de ningú entre la Navarreria i San Cernin, que va ser atorgada als primers pel rei Sanç; per una altra, els privilegis que suposadament hauria atorgat Alfons el Bataller a San Cernin, que van produir recels en les altres dues poblacions.
Se sap que en 1213 signen una treva per vint anys, d'on es dedueix que ja s'havien produït enfrontaments anteriorment, però no es va complir, doncs ja en 1222 els de San Cernin ataquen San Nicolás, cremant la seva església-fortalesa. Aquests xocs continuarien durant anys. San Nicolás i San Cernin s'enfrontarien per la construcció i ús del fossat i el mur que els separava, mentre que ambdues juntes també s'enfrontarien a Navarreria.
En 1276 els habitants del burg de San Cernin i la població de San Nicolás, francs i navarresos, són fidels a la legítima reina Joana i el seu governador, mentre que la noblesa, l'alt clergat i els habitants de la ciutat de la Navarreria deien defensar els furs i costums del lloc, la seva economia i la seva llibertat, rebel·lant-se contra tot el que els seus enemics defensaven, inclosa la reina.
S'inicien els enfrontaments en l'estiu d'aquest any. Al setembre arriben reforços de tropes franceses contra la Navarreriía, fugint els instigadors de la rebel·lió pel pont de la Magdalena i deixant desemparada a la ciutat. Els setjadors saquegen la ciutat i la Catedral en la qual, segons les cròniques, "van convertir en quadra per a cavalleries i gossos el claustre i el refetor capitulars". Després del pillatge, l'incendi, "no quedant cap lloc cobert on acollir-se a tota la Navarreria. En el seu solar podria tallar-se herba i sembrar blat." Durant gairebé 50 anys no tornaria a construir-s'hi res en aquesta zona.
En 1324 el rei Carles I atorga el privilegi per a la reconstrucció de la ciutat, que ja havia començat de fet alguns anys abans.

## El Privilegi de la Unió
Carles III decideix tallar el problema d'arrel i el 8 de setembre de 1423 dicta el Privilegi de la Unió, en el qual s'uneixen les tres jurisdiccions en un únic ajuntament, amb un únic escut i unes úniques rendes. El document obliga a eliminar els límits i divisions físiques entre ciutat, burg i població, encara que les muralles haurien de trigar bastant a desaparèixer.
Amb el temps la unió es farà patent i la segmentació gairebé simbòlica, només identificable per les parròquies, excepte la doble parròquia del burg de San Cernin. En l'espai intermedi de les tres es construirà l'Ajuntament. Per la seva banda, el fossat de separació entre San Nicolás i San Cernin serà emplenat i sobre ell construïda l'actual carrer Nou cap a 1585.